# Championnat d'Europe de baseball 1964
Navigation
Édition précédente Édition suivante
Le championnat d'Europe de baseball 1964, huitième édition du championnat d'Europe de baseball, a eu lieu du 29 août au 6 septembre 1964 à Milan, en Italie. Il a été remporté par l'équipe des Pays-Bas.